# FC Barcelona C
Futbol Club Barcelona "C" là một câu lạc bộ bóng đá Tây Ban Nha, đội dự bị của FC Barcelona, họ chơi trên sân nhà Mini Estadi. Đội giải thể vào ngày 2 tháng 7 năm 2007.
Mùa giải cuối cùng của FC Barcelona C là ở hạng 4 của bóng đá Tây Ban Nha. Họ không được thăng hạng 3 vì FC Barcelona B đang thi đấu ở đó.

## Danh hiệu
- Generalitat Cup: 1984
- Tercera División: 1983–84, 1986–87, 1997–98, 1998-98
- Campeonato de España de Aficionados: 1949, 1952, 1961, 1971, 1980, 1982[2]